# Eudora
Eudora è stato uno dei primi programmi di posta elettronica ad essere creato e reso disponibile al pubblico a titolo gratuito (freeware). La prima versione, che risale al 1988, fu scritta da Steve Dorner. Fu anche il primo programma di questo tipo ad avere un'interfaccia grafica.
Nel 1991 il prodotto fu acquistato da Qualcomm.
Per diversi anni Eudora è stato uno tra i più diffusi programmi di posta elettronica, sia per utenti Mac OS sia per utenti di Microsoft Windows, fino all'avvento delle suite integrate come Netscape Navigator e Internet Explorer (con Outlook Express), forse meno ricche di funzionalità ma con il vantaggio dell'integrazione con il browser e di un'interfaccia utente più accattivante e moderna.
Il nome Eudora deriva da quello di Eudora Welty, una scrittrice statunitense di grande fama, che scrisse il racconto breve Why I Live at the P.O. (in italiano "Perché vivo all'ufficio postale").

## Eudora OSE e Penelope
L'11 ottobre 2006 Qualcomm annunciò che le future versioni di Eudora sarebbero state basate sulla stessa piattaforma tecnologica di Mozilla Thunderbird, col codice riscritto e condiviso chiamato Penelope, e Eudora sarebbe stato open source: Eudora OSE (Open Source Edition), così chiamato dal 2 luglio 2010.
A fine agosto 2007 è uscita la prima versione beta, la 8.0.0b1, resettando la numerazione, rinominandola beta 1.0 release candidate 1, e sincronizzando le numerazioni col codice Penelope. La prima release stabile disponibile, Eudora OSE 1.0, è stata distribuita il 13 settembre 2010, poi anche per Linux.
Eudora OSE non ha tutte le caratteristiche e il comportamento delle versioni commerciali (sino alla 7.x): per questo la sola numerazione può essere fuorviante in questo senso. Eudora OSE incorpora il codice Penelope e le relative funzionalità aggiuntive, mentre per Thunderbird il codice Penelope è disponibile come estensione da inserire a parte. L'ultima versione di Eudora (la 7.x, nelle sue varie implementazione) rappresenta ancora oggi un valido ed efficace software di posta elettronica, che offre ai suoi fruitori una serie di funzioni difficili da rinvenire in altri programmi, seppur decisamente più attuali.